# Bugatti Vision Gran Turismo
Bugatti Vision Gran Turismo este un concept sport dezvoltat de Bugatti și fabricat în Molsheim, Alsacia, Franța.
A fost expus la Salonul Auto de la Frankfurt în 2015, cu versiunea de serie fiind lansată în 2016.